# Satoshi Yokoyama
Satoshi Yokoyama (jap. 横山 聡 Yokoyama Satoshi; ur. 14 lutego 1980) – japoński piłkarz występujący na pozycji napastnika.

## Kariera klubowa
Od 2001 do 2010 roku występował w klubach Omiya Ardija, Shonan Bellmare, Tochigi SC i Blaublitz Akita.